# Steve Perry (zanger)
Stephen Ray Perry (Hanford, 22 januari 1949) is een Amerikaans zanger en songwriter, vooral bekend als voormalig zanger van de rockband Journey. Ook had Perry een succesvolle solocarrière tussen medio jaren 80 en medio jaren 90.
Perry's zang oogstte bijval van vooraanstaande muzikale collega's en publicisten. Zijn bijnaam was The Voice, een bijnaam die oorspronkelijk bedacht werd door vriend en zanger Jon Bon Jovi.

## Biografie
Perry is geboren in Hanford, Californië. Al vanaf jonge leeftijd was hij geïnteresseerd in muziek. Zijn vader, Raymond Pereira, was zanger en eigenaar van radiostation KNGS. Voor zijn twaalfde verjaardag (22 januari 1961) gaf zijn moeder, Mary Quaresma, hem een gouden ketting in de vorm van een achtste noot, die hij nu nog steeds draagt omdat het hem geluk zou brengen. Toen Perry twaalf jaar oud was, hoorde hij het lied "Cupid" van Sam Cooke op autoradio van zijn moeder. Dit inspireerde Perry om zanger te worden.
Tijdens Perry's tienerjaren verhuisde het gezin naar Lemoore, Californië. Daar ging hij naar een middelbare school, leerde hij drummen in de fanfare en speelde hij in buitenschoolse bands. Na zijn afstuderen ging hij naar het College of the Sequoias in Visalia, Californië, waar hij eerste tenor was in het koor. Perry's moeder moedigde zijn muzikale groei in deze tijd aan.
Op een leeftijd van 16 jaar heeft Perry nog in een band gespeeld met gouden plaat-winnend producer Scott Mathews.
In januari 1985 zong Steve Perry mee in het nummer "We Are The World" in het kader van Live Aid. Hij is ook te zien in de bijbehorende video clip.

## Zangstem
Sam Cooke wordt algemeen erkend als een belangrijke invloed op Perry's vocale stijl.
Perry's zang heeft bijval geoogst van prominente muzikale collega's en publicisten. Queen-gitarist Brian May zei ooit: "Perry is echt een lichtgevende zanger, hij heeft naar mijn mening een stem uit duizenden." Sony-platenbaas, American Idol-jurylid en muzikant Randy Jackson beschreef Perry's stem als "de gouden stem", en zei: "Naast Robert Plant is er geen rockzanger waarvan de stem ook maar in de buurt komt van die van Steve Perry. De kracht, het bereik, de toon - hij creëerde zijn eigen stijl. Hij mengde de stijlen van Motown, een beetje Everly Brothers en een beetje Led Zeppelin." Zijn bijnaam was "The Voice", een bijnaam die oorspronkelijk bedacht werd door vriend en zanger Jon Bon Jovi.
Greg Prato van AllMusic schreef ooit: "Als er een zanger moest worden gekozen als de meest herkenbare arenarocker uit de jaren 80, zou het Journey's Steve Perry worden." Collega John Franck beschreef Perry's stem als een "walvis van een stem." Volgens een poll van Classic Rock was hij een van de tien grootste rockzangers aller tijden. Bij het muziekmagazine Rolling Stone staat Perry op de 76e plaats in de lijst van "De 100 Beste Zangers Aller Tijden". De redactie prees zijn "technische vaardigheden", evenals zijn "zuivere toon en gepassioneerde oprechtheid".

## Discografie

### Albums
| Jaar | Album                                  | US | UK | RIAA        |
| ---- | -------------------------------------- | -- | -- | ----------- |
| 1984 | Street Talk                            | 12 | 59 | 2× Platinum |
| 1994 | For the Love of Strange Medicine       | 15 | 64 | Gold        |
| 1995 | Perry's Coming [Alleen in Japan]       | —  | —  |             |
| 1998 | Greatest Hits + Five Unreleased        | —  | —  |             |
| 2009 | Playlist: The Very Best of Steve Perry | —  | —  |             |
| 2010 | Oh Sherrie: The Best of Steve Perry    | —  | —  |             |
| 2018 | Traces                                 | —  | —  |             |

### Singles
| Jaar | Titel                                      | Peak chart positie | Peak chart positie | Peak chart positie | Peak chart positie | Album                            |
| Jaar | Titel                                      | US                 | US Main            | US AC              | UK                 | Album                            |
| ---- | ------------------------------------------ | ------------------ | ------------------ | ------------------ | ------------------ | -------------------------------- |
| 1982 | "Don't Fight It" (met Kenny Loggins)       | 17                 | 4                  | —                  | —                  | High Adventure (Kenny Loggins)   |
| 1984 | "Oh Sherrie"                               | 3                  | 1                  | 33                 | 89                 | Street Talk                      |
| 1984 | "I Believe"                                | —                  | 43                 | —                  | —                  | Street Talk                      |
| 1984 | "She's Mine"                               | 21                 | 15                 | —                  | —                  | Street Talk                      |
| 1984 | "Strung Out"                               | 40                 | 17                 | —                  | —                  | Street Talk                      |
| 1984 | "Foolish Heart"                            | 18                 | —                  | 2                  | —                  | Street Talk                      |
| 1994 | "You Better Wait"                          | 29                 | 6                  | 17                 | —                  | For the Love of Strange Medicine |
| 1994 | "Missing You"                              | 74                 | —                  | 24                 | —                  | For the Love of Strange Medicine |
| 1994 | "Young Hearts Forever"                     | —                  | —                  | —                  | —                  | For the Love of Strange Medicine |
| 1994 | "Anyway"                                   | —                  | —                  | —                  | —                  | For the Love of Strange Medicine |
| 1995 | "Donna Please"                             | —                  | —                  | —                  | —                  | For the Love of Strange Medicine |
| 1998 | "I Stand Alone"                            | —                  | —                  | —                  | —                  | Greatest Hits + Five Unreleased  |
| 1998 | "When You're In Love (For The First Time)" | —                  | —                  | —                  | —                  | Greatest Hits + Five Unreleased  |

- Biblioteca Nacional de España: XX1572082
- Bibliothèque nationale de France: cb13976191f (data)
- Gemeinsame Normdatei: 134482840
- International Standard Name Identifier: 0000 0000 9154 0571
- Library of Congress Control Number: no97024508
- MusicBrainz: 88b0ef74-9da8-4998-8e3b-70687575588c
- Virtual International Authority File: 87294919